# Florestine Perrault Collins
Florestine Perrault Collins  est une photographe professionnelle américaine originaire de La Nouvelle-Orléans. Née le 20 janvier 1895 et décédée le 4 avril 1988, elle est connue pour avoir créé des photographies de clients afro-américains qui « reflétaient la fierté, la sophistication et la dignité » plutôt que les stéréotypes raciaux.

## Vie et carrière
Florestine Marguerite Perrault voit le jour en Louisiane le 20 janvier 1895. Elle est l'une des six enfants d'une famille catholique stricte. Elle n'a fréquenté l'école publique que jusqu'à l'âge de six ans, puis a été contrainte de l'abandonner pour contribuer aux revenus de sa famille.
En 1909, Florestine Perrault Collins commence à pratiquer la photographie à l'âge de 14 ans. Ses sujets sont divers et variés: mariages, premières communions, remises de diplômes ainsi que des photographies personnelles de soldats rentrés au pays. Au début de sa carrière, Collins devait se faire passer pour une femme blanche pour pouvoir assister les photographes et travailler pour la société Eastman Kodak. Son premier mari, Eilert Bertrand, était convaincu que les femmes ne devaient pas faire carrière et a tenté de limiter ses apparitions publiques. Ce qui entraîne leur divorce. Elle épouse alors son ami Herbert W. Collins, dont elle utilise le nom de famille à titre professionnel.
Collins démarre son activité en prenant des photos dans son salon en 1920. Au milieu des années 1930, elle ouvre son propre studio sur South Rampart Street, dans le quartier noir des affaires, pour les familles afro-américaines. Elle gagne une clientèle fidèle et connaît le succès, grâce à ses compétences en photographie et en marketing. Sur les 101 femmes afro-américaines qui se sont identifiées comme photographes lors du recensement américain de 1920, Collins est la seule à figurer à La Nouvelle-Orléans.
Elle fait paraître des publicités dans les journaux, jouant sur le côté sentimental d'une photographie réussie. Collins inclut également sa photo dans ses publicités pour séduire les clients qui pensent qu'une femme photographe pourrait prendre de meilleures photos de bébés et d'enfants.
Collins prend sa retraite en 1949 et s'installe à Los Angeles. Elle retourne ensuite à La Nouvelle-Orléans en 1975, où elle meurt le 4 avril 1988.

## Héritage
Selon l'Encyclopédie de la Louisiane, la carrière de Collins « reflétait une interaction complexe entre les attentes liées au genre, à la race et à la classe sociale ».
« L'histoire de la libération des Noirs aux États-Unis pourrait être caractérisée comme une lutte pour l'image autant que comme une lutte pour les droits », selon Bell Hooks. Les photographies de Collins en sont représentatives. En photographiant des femmes et des enfants noirs dans des contextes domestiques, elle a remis en question les stéréotypes omniprésents de l'époque sur les femmes noires.
Collins figure dans le documentaire de 2014 Through A Lens Darkly: Black Photographers and the Emergence of a People.
L'œuvre de Collins a été présentée dans des expositions à La Nouvelle-Orléans à la fin des années 1990 et au début des années 2000, notamment Women Artists in Louisiana, 1825–1965: A Place of Their Own et Called to the camera : Black American studio photographers au Musée d'Art de La Nouvelle-Orléans en 2023. Elle a figuré dans l'exposition itinérante « The New Woman Behind the Camera », présentée au Metropolitan Museum of Art puis à la National Gallery of Art de Washington D.C. en 2021 et 2022,,.
Collins est le sujet de l'ouvrage Picturing Black New Orleans: A Creole Photographer’s View of the Early Twentieth Century publié en 2013 par Arthé A. Anthony.